# Teresa Domingo Segarra
Teresa Domingo Segarra (Castellón de la Plana, 24 aprile 1953) è una politica spagnola, membro di Sinistra Unita ed europarlamentare dal 1989 al 1994.

## Biografia
Laureata in economia presso l'Università di Valencia, Teresa Domingo Segarra conseguì un dottorato di ricerca e divenne successivamente docente universitaria specializzandosi in economia applicata e strutturale.
Intraprese l'attività politica aderendo al Partit Comunista del País Valencià (PCVP), una federazione del Partito Comunista di Spagna ed entrò a far parte dell'ufficio politico e del comitato centrale; fu inoltre membro del consiglio federale di Sinistra Unita.
In occasione delle elezioni del 1989, Teresa Domingo Segarra fu eletta al Parlamento europeo, dove restò fino al 1994. In seno all'assemblea, aderì dapprima al GUE, dal quale fuoriuscì all'inizio del 1993 per entrare nel gruppo dei non iscritti. Fu vicepresidente della commissione per i diritti della donna e membro della commissione per l'agricoltura, la pesca e lo sviluppo rurale.
Dopo aver lasciato il seggio, tornò a svolgere il lavoro di docente universitaria e fu autrice di diverse pubblicazioni.